# Blossia schulzei
Blossia schulzei är en spindeldjursart som först beskrevs av Lawrence 1972.  Blossia schulzei ingår i släktet Blossia och familjen Daesiidae. Inga underarter finns listade.